# Carronella
Carronella Korshunova, Martynov, Bakken, Evertsen, Fletcher, Mudianta, Saito, Lundin, Schrödl & Picton, 2017 è un genere di molluschi nudibranchi della famiglia Flabellinidae.

## Tassonomia
Il genere comprende due specie:
- Carronella enne Korshunova et al., 2017
- Carronella pellucida (Alder & Hancock, 1843)